# Lưu Tư (nhà Minh)
Lưu Tư (chữ Hán: 刘孜, ? – 1468), tự Hiển Tư, người Vạn An, Giang Tây, quan viên nhà Minh.

## Tiểu sử
Năm Chánh Thống thứ 10 (1445) thời Minh Anh Tông, Tư đỗ tiến sĩ; được thụ chức Ngự sử, ra làm Tuần án Liêu Đông. Minh Đại Tông lên ngôi, bấy giờ có người đề nghị dời về nam để tránh quân Ngõa Lạt Mông Cổ, Tư đòi chém kẻ ấy để yên lòng người. Tư mãn nhiệm kỳ, triều đình bàn rằng vùng biên lắm việc, nên giữ ông thêm 1 năm. Sau đó Tư lại làm Tuần án Trực Lệ. Khi ấy triều đình sắp xây thành Luân Châu, nhưng theo lời Tư nên bãi bỏ. Tiếp đó Tư được cất làm Sơn Đông án sát sứ.
Năm Thiên Thuận thứ 4 (1460) thời Minh Anh Tông phục vị, bộ Lại tiến cử quan viên có thành tích tốt trong cả nước, Án sát sứ được chọn chỉ có mình Tư. Mùa xuân năm sau (1461), Tư giữ chức Hữu phó đô ngự sử, làm Tuần phủ Giang Nam 10 phủ. Tô Châu, Tùng Giang giàu có, từ khi Chu Thầm lập ra phép Bình mễ , đã trải qua nhiều thay đổi; Tư mô phỏng lối cũ của Chu Thầm, châm chước thi hành, được dân khen là tiện.
Năm Thành Hóa đẩu tiên (1465), phủ Ứng Thiên có nạn đói, quan viên đang chẩn cứu, nhưng dân đói Giang Bắc kéo đến xin ăn quá nhiều. Tư đề nghị mở hết kho của các huyện, cứu sống nạn dân không đếm xuể. Bấy giờ khắp nơi chịu thiên tai, ruộng công ven Trường Giang bỏ phế đã lâu, nhưng triều đình vẫn thu thuế: các phủ Tô Châu, Tùng Giang, Hàng Châu, Gia Hưng ghi chép bổ sung số nhà giàu trong địa phương; nhà môn của Nam Kinh đã đổ nát, nhưng vẫn trưng thu hàng hóa; nông dân Thương Nguyên, Giang Ninh thay nhà chài ven Hoàng Hà bắt cá cháy; thuế của phủ Ứng Thiên bị các Tuyên khóa tư thu thêm thuế ngoài ngạch ; dân các huyện Giang Âm phải nộp tô ruộng bỏ hoang; Lục Hợp, Giang Phổ (nay là Phổ Khẩu) thu tiền cho thuê bò của quan bằng cách đòi cả nghé. Tư đều dâng sớ đề nghị bãi bỏ tất cả.
Sau đó Tư được triệu bái làm Nam Kinh Hình bộ thượng thư. Năm thứ 4 (1468), Tư được trí sĩ, mất trên đường về quê nhà.

## Đánh giá
Sử cũ nhận xét Tư có tính thanh liêm và thận trọng, làm việc kín đáo và kỹ lưỡng. Nhưng Tư dùng pháp luật quá nghiêm khắc, nên người đương thời bình luận rằng ông quá cay nghiệt.